# Guam nos Jogos Olímpicos de Verão de 2016
Guam participou dos Jogos Olímpicos de Verão de 2016, que foram realizados na cidade do Rio de Janeiro, no Brasil, entre os dias 5 e 21 de agosto de 2016.

## Natação
| Atleta           | Prova      | Eliminatórias | Eliminatórias | Semifinal   | Semifinal   | Final       | Final       |
| Atleta           | Prova      | Tempo         | Pos.          | Tempo       | Pos.        | Tempo       | Pos.        |
| ---------------- | ---------- | ------------- | ------------- | ----------- | ----------- | ----------- | ----------- |
| Benjamin Schulte | 100m peito | 1:03,29       | 43º           | Não avançou | Não avançou | Não avançou | Não avançou |